# Grande Prêmio do Brasil de 2007
Resultados do Grande Prêmio do Brasil de Fórmula 1 realizado em Interlagos em 21 de outubro de 2007. Décima sétima e última etapa do campeonato, foi vencido pelo finlandês Kimi Räikkönen, que subiu ao pódio junto a Felipe Massa numa dobradinha da Ferrari, com Fernando Alonso em terceiro pela McLaren-Mercedes. Graças a essa combinação de resultados, Kimi Räikkönen sagrou-se campeão mundial.

## A prova
O brasileiro Felipe Massa largou na pole-position, Lewis Hamilton em 2º, Kimi Räikkönen em 3º e Fernando Alonso em 4º. Massa era o único entre os quatro pilotos que não tinha chances de ser campeão da temporada. Na largada, Räikkönen assumiu a segunda posição e Fernando Alonso a terceira, Hamilton tentou manter-se na frente de Alonso mas errou e saiu da pista caindo para 8º, enquanto buscava a recuperação seu carro apresentou problemas no câmbio e ele foi parar na 18ª posição, a McLaren armou então uma estratégia de 3 paradas mas só conseguiu levar o seu piloto ao 7º lugar na prova.
Pela combinação de resultados, Kimi Räikkönen seria campeão caso vencesse a prova, Fernando Alonso não alcançasse a 2ª posição e Lewis Hamilton ficasse ranqueado abaixo da 5ª colocação. Na última parada nos boxes dos pilotos da Ferrari, Felipe Massa perdeu a liderança para Kimi Räikkönen que manteve-se em primeiro até o final da prova, sagrando-se pela primeira vez campeão mundial de Fórmula 1 com um total de 110 pontos, Alonso terminou em 3º na corrida somou 109 pontos, mesmo número de pontos de Hamilton.

## Adendo
- Primeiro GP: Kazuki Nakajima.
- Último GP de pilotos: Ralf Schumacher, Vitantonio Liuzzi (depois retornou no GP da Itália de 2009 pela Force India) e Sakon Yamamoto (depois retornou pela Hispania Racing Team no GP da Inglaterra 2010).
- Último GP de construtores: Spyker, a partir de 2008 se chamará Force India, e os motores continuarão a ser Ferrari.
- Fernando Alonso conseguiu seu 12º e último pódio pela McLaren, e voltará para a Renault em 2008.

## Classificação da prova

### Treinos classificatórios
| Pos.   | Nº | Piloto               | Equipe             | Q1       | Q2       | Q3       | Grid |
| ------ | -- | -------------------- | ------------------ | -------- | -------- | -------- | ---- |
| 1      | 5  | Felipe Massa         | Ferrari            | 1:12.303 | 1:12.374 | 1:11.931 | 1    |
| 2      | 2  | Lewis Hamilton       | McLaren-Mercedes   | 1:13.033 | 1:12.296 | 1:12.082 | 2    |
| 3      | 6  | Kimi Räikkönen       | Ferrari            | 1:13.016 | 1:12.161 | 1:12.322 | 3    |
| 4      | 1  | Fernando Alonso      | McLaren-Mercedes   | 1:12.895 | 1:12.637 | 1:12.356 | 4    |
| 5      | 15 | Mark Webber          | Red Bull-Renault   | 1:13.081 | 1:12.683 | 1:12.928 | 5    |
| 6      | 9  | Nick Heidfeld        | BMW Sauber         | 1:13.472 | 1:12.888 | 1:13.081 | 6    |
| 7      | 10 | Robert Kubica        | BMW Sauber         | 1:13.085 | 1:12.641 | 1:13.129 | 7    |
| 8      | 12 | Jarno Trulli         | Toyota             | 1:13.470 | 1:12.832 | 1:13.195 | 8    |
| 9      | 14 | David Coulthard      | Red Bull-Renault   | 1:13.264 | 1:12.846 | 1:13.272 | 9    |
| 10     | 16 | Nico Rosberg         | Williams-Toyota    | 1:13.707 | 1:12.752 | 1:13.477 | 10   |
| 11     | 8  | Rubens Barrichello   | Honda              | 1:13.661 | 1:12.932 |          | 11   |
| 12     | 3  | Giancarlo Fisichella | Renault            | 1:13.482 | 1:12.968 |          | 12   |
| 13     | 19 | Sebastian Vettel     | Toro Rosso-Ferrari | 1:13.853 | 1:13.058 |          | 13   |
| 14     | 18 | Vitantonio Liuzzi    | Toro Rosso-Ferrari | 1:13.607 | 1:13.251 |          | 14   |
| 15     | 11 | Ralf Schumacher      | Toyota             | 1:13.767 | 1:13.315 |          | 15   |
| 16     | 7  | Jenson Button        | Honda              | 1:14.054 | 1:13.469 |          | 16   |
| 17     | 4  | Heikki Kovalainen    | Renault            | 1:14.078 |          |          | 17   |
| 18     | 22 | Takuma Sato          | Super Aguri-Honda  | 1:14.098 |          |          | 18   |
| 19     | 17 | Kazuki Nakajima      | Williams-Toyota    | 1:14.417 |          |          | 19   |
| 20     | 23 | Anthony Davidson     | Super Aguri-Honda  | 1:14.596 |          |          | 20   |
| 21     | 20 | Adrian Sutil         | Spyker-Ferrari     | 1:15.217 |          |          | 21   |
| 22     | 21 | Sakon Yamamoto       | Spyker-Ferrari     | 1:15.487 |          |          | 22   |
| Fonte: |    |                      |                    |          |          |          |      |

### Corrida

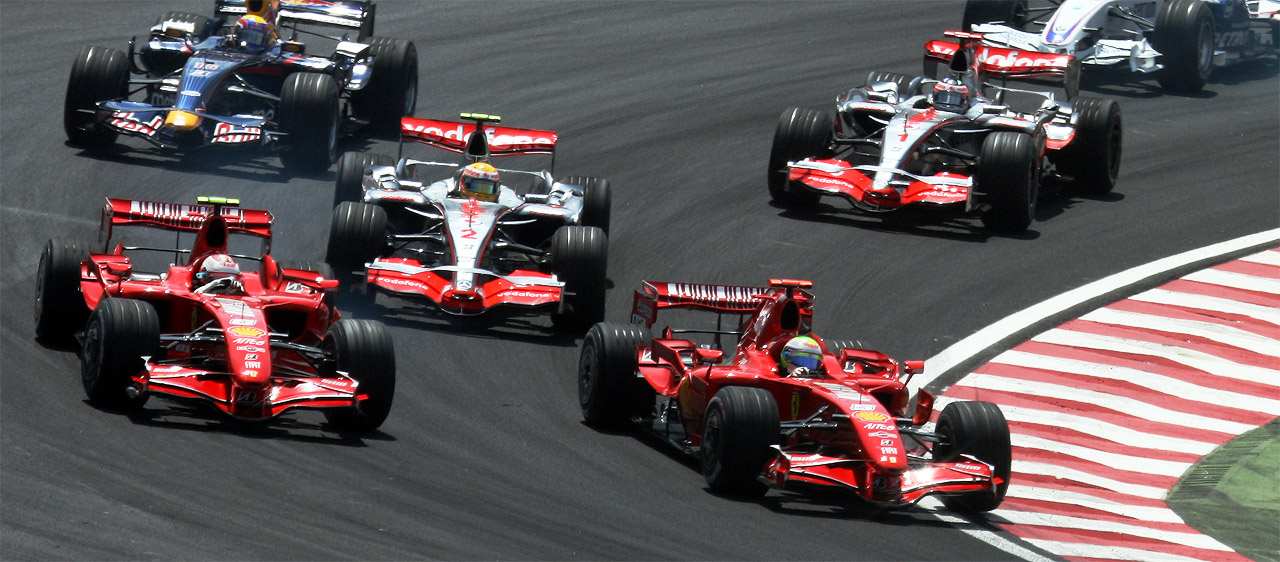
Os cinco primeiros após a largada, Massa (Ferrari), Räikkönen (Ferrari), Hamilton (McLaren), Webber (Red Bull) e Alonso (McLaren).

| Pos.   | Nº | Piloto               | Construtor         | Voltas | Tempo/Diferença | Grid | Pontos |
| ------ | -- | -------------------- | ------------------ | ------ | --------------- | ---- | ------ |
| 1      | 6  | Kimi Räikkönen       | Ferrari            | 71     | 1:28:15.270     | 3    | 10     |
| 2      | 5  | Felipe Massa         | Ferrari            | 71     | + 1.493         | 1    | 8      |
| 3      | 1  | Fernando Alonso      | McLaren-Mercedes   | 71     | + 57.019        | 4    | 6      |
| 4      | 16 | Nico Rosberg         | Williams-Toyota    | 71     | + 1:02.848      | 10   | 5      |
| 5      | 10 | Robert Kubica        | BMW Sauber         | 71     | + 1:10.957      | 7    | 4      |
| 6      | 9  | Nick Heidfeld        | BMW Sauber         | 71     | + 1:11.317      | 6    | 3      |
| 7      | 2  | Lewis Hamilton       | McLaren-Mercedes   | 70     | + 1 volta       | 2    | 2      |
| 8      | 12 | Jarno Trulli         | Toyota             | 70     | + 1 volta       | 8    | 1      |
| 9      | 14 | David Coulthard      | Red Bull-Renault   | 70     | + 1 volta       | 9    |        |
| 10     | 17 | Kazuki Nakajima      | Williams-Toyota    | 70     | + 1 volta       | 19   |        |
| 11     | 11 | Ralf Schumacher      | Toyota             | 70     | + 1 volta       | 15   |        |
| 12     | 22 | Takuma Sato          | Super Aguri-Honda  | 69     | + 2 voltas      | 18   |        |
| 13     | 18 | Vitantonio Liuzzi    | Toro Rosso-Ferrari | 69     | + 2 voltas      | 14   |        |
| 14     | 23 | Anthony Davidson     | Super Aguri-Honda  | 68     | + 3 voltas      | 20   |        |
| Ret    | 20 | Adrian Sutil         | Spyker-Ferrari     | 43     | Freios          | 21   |        |
| Ret    | 8  | Rubens Barrichello   | Honda              | 40     | Motor           | 11   |        |
| Ret    | 4  | Heikki Kovalainen    | Renault            | 35     | Acidente        | 17   |        |
| Ret    | 19 | Sebastian Vettel     | Toro Rosso-Ferrari | 34     | Pane hidráulica | 13   |        |
| Ret    | 7  | Jenson Button        | Honda              | 20     | Motor           | 16   |        |
| Ret    | 15 | Mark Webber          | Red Bull-Renault   | 14     | Câmbio          | 5    |        |
| Ret    | 21 | Sakon Yamamoto       | Spyker-Ferrari     | 2      | Colisão         | 22   |        |
| Ret    | 3  | Giancarlo Fisichella | Renault            | 2      | Colisão         | 12   |        |
| Fonte: |    |                      |                    |        |                 |      |        |

## Tabela do campeonato após a corrida
| Pos.   | Piloto          | Pontos |
| ------ | --------------- | ------ |
| 1      | Kimi Räikkönen  | 110    |
| 2      | Lewis Hamilton  | 109    |
| 3      | Fernando Alonso | 109    |
| 4      | Felipe Massa    | 94     |
| 5      | Nick Heidfeld   | 61     |
| Fonte: |                 |        |

| Pos.   | Construtor       | Pontos |
| ------ | ---------------- | ------ |
| 1      | Ferrari          | 204    |
| 2      | BMW Sauber       | 101    |
| 3      | Renault          | 51     |
| 4      | Williams-Toyota  | 33     |
| 5      | Red Bull-Renault | 24     |
| Fonte: |                  |        |

- Nota: Somente as primeiras cinco posições estão listadas e os campeões da temporada surgem grafados em negrito.